# Payangan
Le Payangan est un kecamatan (canton) indonésien du kabupaten de Gianyar (département) de la province de Bali.
Il comprend les communes de Bresela (id), Buahan (id),  Buahan Kaja (id),  Bukian, Kelusa (id), Kerta (id), Melinggih (id), Melinggih Kelod (id) et Puhu (id), 